# 刘昌孝
刘昌孝（1942年4月1日—2024年7月25日），湖南永兴人，中国药理学家，药代动力学家。2003年当选为中国工程院院士。